# Lagaccio
Lagaccio (Lagasso in ligure) è un quartiere di Genova, situato a mezza costa sulla collina soprastante la stazione di Genova Piazza Principe. Il quartiere, abitato sin dal XVI secolo, si è sviluppato in particolare a partire dalla fine del XIX secolo. Amministrativamente fa parte del Municipio I Centro Est.

## Descrizione del quartiere
Il quartiere è compreso tra quelli di San Teodoro ad ovest, Rivarolo a nord-ovest, Oregina ad est e Prè a sud.
L'unità urbanistica del Lagaccio ha una popolazione di 10 235 abitanti (al 31 dicembre 2021).

### Toponimo
Il quartiere prende il nome dal bacino artificiale, popolarmente chiamato "il lagaccio", utilizzato fin dal XVII secolo dal governo della Repubblica di Genova per alimentare le fabbriche di polveri da sparo che erano state impiantate nella valle del rio San Tomaso e prosciugato negli anni settanta del Novecento.

## Territorio

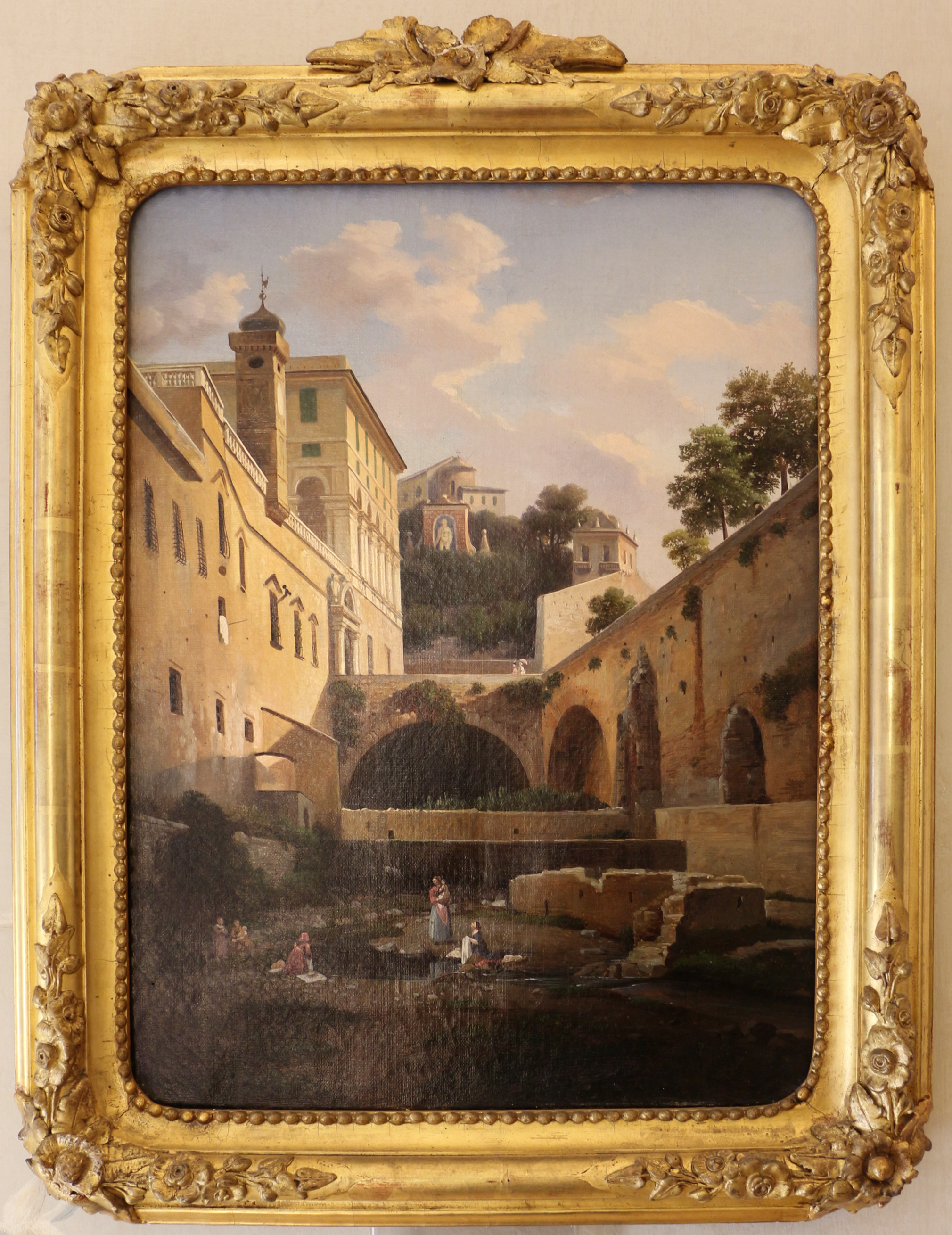
Lo sbocco a mare del rivo San Tomaso, accanto al Palazzo del Principe

L'unità urbanistica del Lagaccio, la più occidentale tra quelle del Municipio I Centro Est, si estende nella stretta valle dell'omonimo rivo, compresa fra i colli di Oregina e Granarolo, che ha alla sua sommità il forte Sperone.
La valle è piuttosto stretta, con versanti scoscesi; il torrente, canalizzato sotto le strade del quartiere, andava originariamente a sboccare al centro dell'insenatura del porto vecchio di Genova, nei pressi dell'attuale Stazione Marittima di Ponte dei Mille, accanto alla Villa del Principe.
L'abitato sorge nella zona più a valle, immediatamente a monte della stazione ferroviaria di Genova Principe e del Palazzo del Principe. La parte più a monte della valle, dietro ai moderni impianti sportivi, rimane invece inabitata e verde, costellata da alcuni resti di vecchie polveriere, un tempo legate agli insediamenti militari della città. Quest'area, che culmina nel monte Peralto, è compresa nel "Parco urbano delle Mura", o "Parco del Peralto".
Storicamente la zona del Lagaccio faceva parte del sestiere di San Teodoro, uno dei sei in cui era suddivisa la città di Genova, e solo negli anni settanta del Novecento fu staccata andando a formare con il quartiere di Oregina la nuova circoscrizione "Oregina-Lagaccio", successivamente compresa nel Municipio I Centro Est.

## Demografia
L'antico sestiere di San Teodoro era quello meno popoloso dell'intera città, e in questo contesto la zona del Lagaccio risultava quasi del tutto incontaminata e scarsamente urbanizzata fino alla metà dell'Ottocento.
Al censimento del 1971 la popolazione dell'intera circoscrizione nel suo complesso risultava di 36 728 abitanti. Da allora si è registrata una costante flessione, che ha portato la circoscrizione tra il 1981 e il 2001 a ridurre di circa un quinto la propria popolazione. Tuttavia, i vari quartieri della circoscrizione (San Teodoro, Lagaccio, Oregina) hanno mostrato dinamiche differenti. Riguardo specificamente al quartiere del Lagaccio, nel decennio 1991-2001 il calo demografico è stato del 13,5%, con 12 615 abitanti residenti nel 2001. Nel decennio 2001-2010, invece, si è verificato un aumento demografico del 2,3%, a 12 906 abitanti. Nei dieci anni ancora successivi, la decade 2010-2021, la popolazione residente ha avuto una nuova flessione, attestandosi al 31 dicembre 2021 a 10 329 abitanti. I dati statistici evidenziano inoltre la presenza di una popolazione più giovane e con un'età media inferiore a quella cittadina. È presente anche una certa incidenza di cittadini provenienti dalle regioni del sud Italia (il 17,7% al 2010), e una presenza di cittadini non italiani del 17% (2021).

## Storia

### Origini

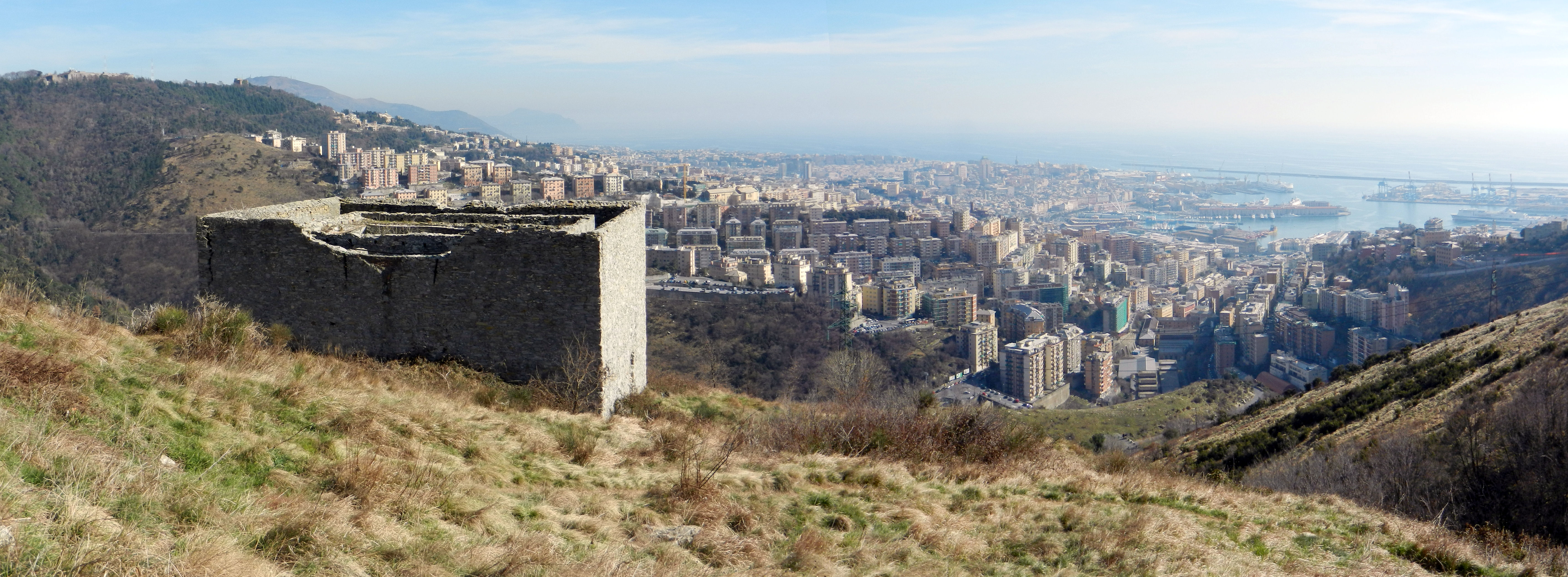
Panorama sul Lagaccio e il centro di Genova dalle mura di Begato

La zona dell'attuale quartiere del Lagaccio rimase fino al Seicento all'esterno delle mura cittadine di Genova, ed era connotata dalla presenza di poche case prevalentemente adibite all'agricoltura e alla pastorizia.
Dopo l'edificazione nel 1530 del Palazzo del Principe prospiciente al mare, lungo la valle del rivo detto di San Tomaso (dal nome di un'antica chiesa demolita nel 1884 e poi ricostruita in via Almeria nel 1929), nel 1539 fu realizzata una diga per creare un lago artificiale, destinato a irrigare i giardini e alimentare le fontane della reggia. L'acquedotto fu terminato nel 1540 con un lavatoio pubblico. Il principe Andrea Doria aveva ottenuto dal governo della Repubblica di Genova il diritto allo sfruttamento delle sorgenti della valle, e il bacino era collegato al parco della villa con un acquedotto in muratura.
Tra il 1626 e il 1632, con la costruzione delle "Mura Nuove" lungo il crinale che divide l'area genovese dalla Val Polcevera, l'area del Lagaccio, insieme all'intero sestiere di San Teodoro, fu inclusa a tutti gli effetti all'interno della cinta difensiva della città di Genova.
Immediatamente a valle della diga, nel 1652 fu costruita la fabbrica delle polveri da sparo, collegata a mare da una strada (via del Lagaccio), che scendeva a lato del torrente. L'invaso fu quindi utilizzato per fornire d'acqua e forza motrice i macchinari della fabbrica. Per Federico Alizeri sarebbe questa la data di edificazione del bacino. La polveriera, ampliata nel 1835, fu poi adibita a caserma militare (caserma Gavoglio). Il lago si estendeva per circa 500m per 100 ed era molto profondo, ma per il secolare accumulo di detriti, nel corso del Novecento le sue acque divennero limacciose e la profondità si ridusse notevolmente. Per queste ragioni, durante la seconda guerra mondiale il bacino assunse un'aura sinistra, che finì per conferire il nome al quartiere, e si diffusero leggende metropolitane di persone scomparse nel suo fondale. Tra gli anni sessanta e settanta del Novecento, venute meno le motivazioni per il suo utilizzo, dopo l'annegamento di un ragazzo di 12 anni (Felice Ceravolo, alla cui memoria è dedicato il campo sportivo costruito sull'area del lago), il bacino venne prosciugato e interrato, dopo aver canalizzato il rivo omonimo e il suo affluente, il rio Banchette. L'opera di riempimento a monte, continuata per circa 10-15 metri più in alto dell'originario livello del lago, permise la costruzione di un impianto sportivo.
La presenza del lago e di queste strutture militari, con la cortina delle mura che si snodava lungo i crinali, la strada militare che le raggiungeva (via Bartolomeo Bianco) e gli altri insediamenti, come la fabbrica delle polveri, le polveriere lungo i versanti, e il complesso dell'ex deposito del Fulmicotone, non permisero per lungo tempo lo sviluppo intensivo di insediamenti residenziali.

### Ottocento

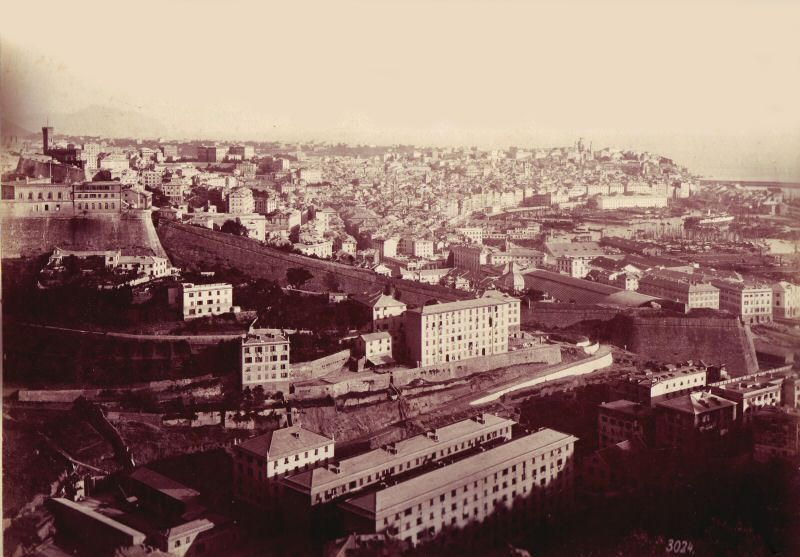
In un'immagine ottocentesca di Alfred Noack, via del Lagaccio, sul fondovalle in ombra in primo piano, col tetto del duplice caseggiato popolare realizzato dalla Duchessa di Galliera, posto sulla copertura del torrente a valle del lago; al di sopra le mura cinquecentesche, col Bastione di San Giorgio e l'omonimo forte, sullo sfondo la città e il porto

Nel 1835 il governo del Regno di Sardegna incaricò Agostino Chiodo, all'epoca direttore delle fortificazioni di Genova, di ingrandire la fabbrica delle polveri, creando una grande caserma nella quale si insediò il comando della direzione tecnica d'artiglieria.
A quell'epoca, nei pressi della fabbrica, sorgeva sin dal 1593 un forno che produceva particolari fette biscottate dolci molto apprezzate, che in seguito, con il nome di biscotti del Lagaccio, sarebbero state prodotte da numerosi biscottifici di Genova e del Basso Piemonte. La fabbrica, dopo vari secoli, si spostò sul versante nord del monte Righi.
Intorno alla metà dell'Ottocento, in via del Lagaccio fu anche costruito un macello, attivo fino agli anni venti del Novecento. Sempre nello stesso periodo il torrente venne canalizzato e coperto e lungo la nuova via del Lagaccio, realizzata sulla copertura del torrente in uscita dal lago, furono costruiti i primi insediamenti abitativi di carattere residenziale-popolare, come la cosiddetta casa operai voluta dalla Duchessa di Galliera (1875), composta da un doppio corpo edilizio con un cortile interno cinto da una robusta cancellata che veniva chiusa la notte. Questi edifici hanno un fregio ad archetti ciechi in stile neogotico che corre tutto attorno ai palazzoni ad alveare e un portale sempre neogotico ad arco a sesto acuto. Altri due edifici di questo tipo, identici l'uno all'altro, si trovano uno in via della Fenice, nel quartiere di S. Fruttuoso, all'inizio della Val Bisagno, e l'altro in via Venezia nel quartiere di San Teodoro.

### Novecento
Mentre andava ampliandosi il vicino quartiere di Oregina, l'urbanizzazione della parte bassa della valle del Lagaccio proseguì a cavallo fra l'Ottocento e il Novecento con edifici residenziali di tipologia variabile, taluni signorili, taluni popolari. In virtù della crescita della popolazione, fra il 1913 e il 1920 fu costruita la Chiesa di San Giuseppe.
Durante la seconda guerra mondiale, nei giorni precedenti la liberazione di Genova, le alture del Lagaccio furono teatro di combattimenti tra formazioni partigiane e i soldati tedeschi asserragliati nella postazione d'artiglieria di Monte Moro. I partigiani ebbero la meglio, smantellando il pericoloso punto di fuoco che dominava la città.

#### Urbanizzazione del secondo dopoguerra

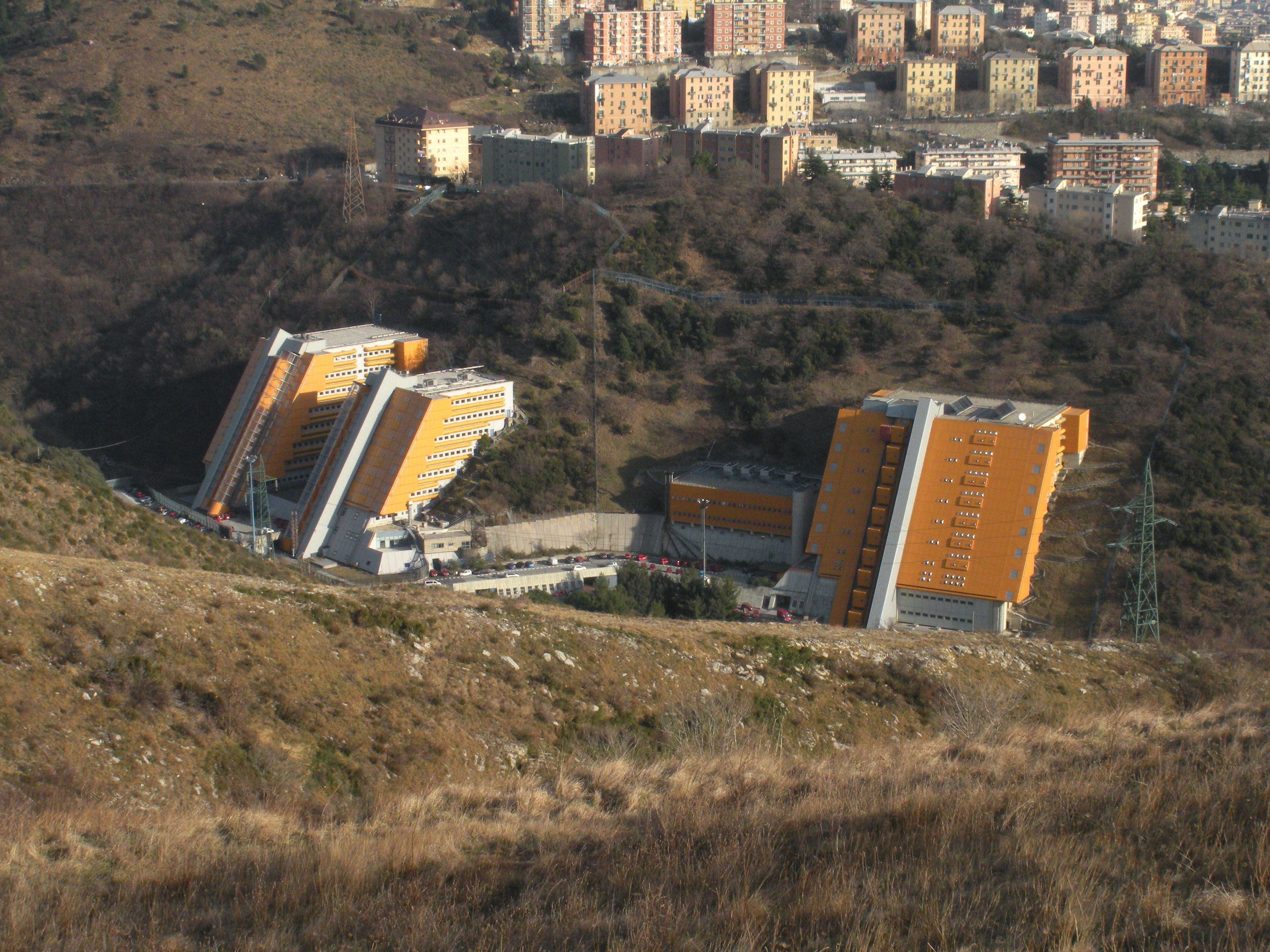
Il complesso Telecom del Lagaccio

Nel secondo dopoguerra, e in particolare negli anni sessanta, nei dintorni a monte della via del Lagaccio, fino ad allora non intaccati dall'edilizia residenziale, sorsero nuovi caseggiati ad alta densità abitativa lungo le strade che sarebbero poi divenute via Bari e la parte conclusiva di via Napoli, aperte all'inizio del secolo come prolungamento a ponente della "circonvallazione a monte".
Le modalità di sviluppo urbanistico del quartiere, come in altre zone della città cresciute velocemente nello stesso periodo, hanno posto in secondo piano la creazione di spazi di aggregazione sociale e di un'ampia viabilità. Il primo aspetto è stato supplito successivamente con la nascita di attività di volontariato e di una rete di associazioni, mentre urbanisticamente è stato progettato un piano di riqualificazione e ampliamento di via del Lagaccio, attuato negli anni 2000 nella parte a mare e in corso, al 2023, nel tratto a monte.
Nella zona a monte del quartiere, nei pressi degli impianti sportivi costruiti sul sito del lago, interrato negli anni settanta, sorge il complesso degli edifici che ospitano la sede genovese di Telecom Italia. Questi edifici sono caratterizzati da pareti esterne inclinate di 30°, lungo le quali sono disposte le vie di corsa di ascensori e montacarichi. L'area tra il campo da hockey e gli ex edifici Telecom venne destinata nel 2009 dalla giunta comunale alla costruzione di una moschea per la comunità islamica cittadina. La decisione provocò reazioni contrastanti, dall'aperto sostegno, a un netto rifiuto del progetto. Il progetto è stato poi abbandonato in favore del quartiere di Cornigliano, ipotesi in seguito sfumata anch'essa.

#### Le riqualificazioni del quartiere

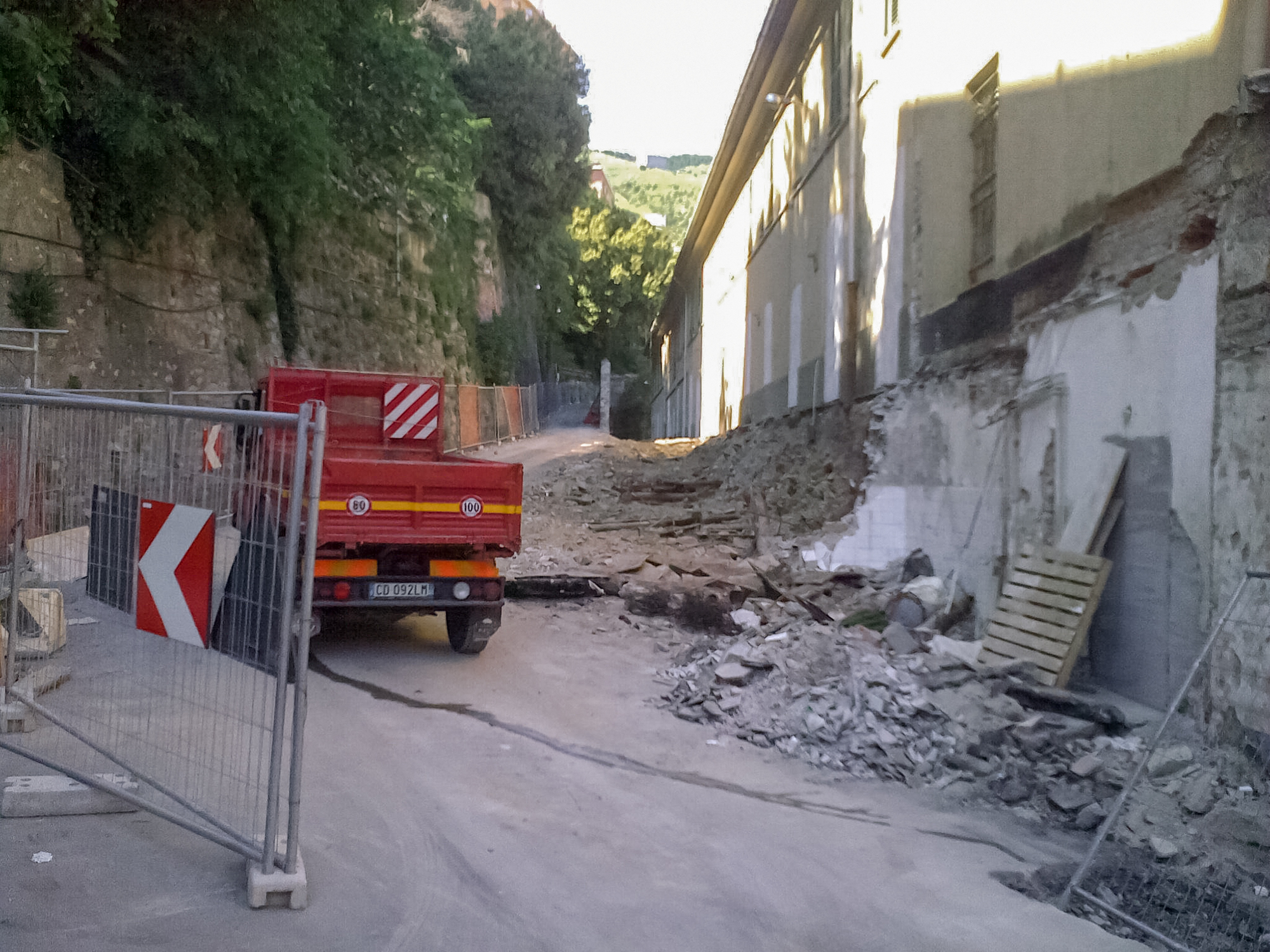
L'allargamento di via del Lagaccio, nel 2010

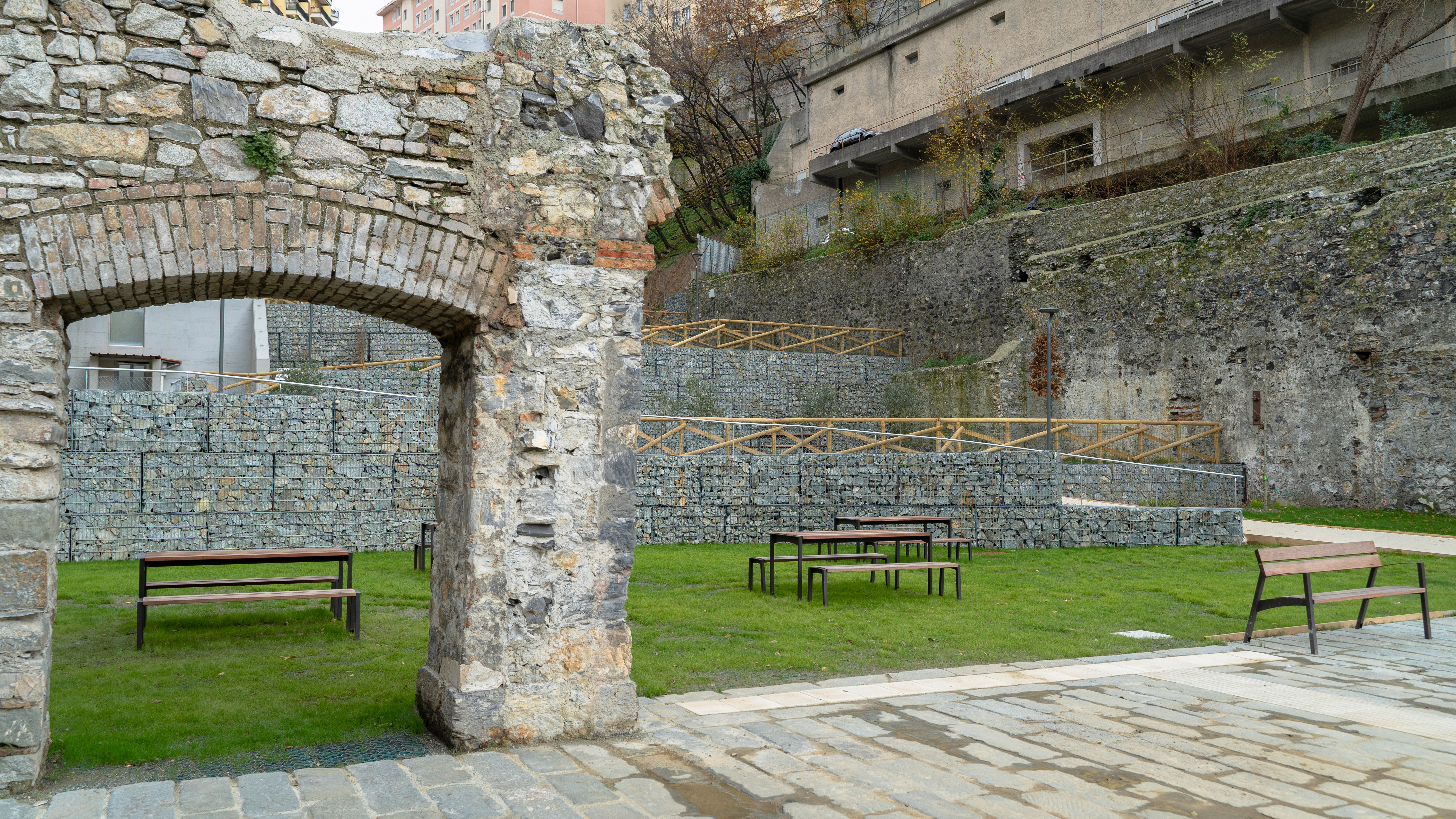
I tavoli da picnic nel parco Gavoglio

I progetti di riqualificazione del quartiere hanno ruotato fin dagli anni novanta intorno al recupero per usi civici degli spazi della ex caserma Gavoglio, posta al centro del quartiere, con un'area complessiva di circa 75000 m², corrispondenti a poco meno del 20% dell'intera superficie urbanizzata del quartiere. La caserma, intitolata dal dopoguerra alla memoria del sottotenente degli Alpini Carlo Gavoglio, è stata dismessa dall'esercito negli anni novanta, lasciando un complesso di edifici, la maggior parte inutilizzati o inagibili, derivati dalla trasformazione dell'antica fabbrica della polveri.
Un primo intervento ha riguardato l'allargamento dell'arteria di via del Lagaccio, che fino al 2010 nel breve tratto successivo all'ex Caserma Gavoglio era a senso unico alternato di marcia con semaforo. Nello stesso periodo il tratto fra via Ponza e via Giuseppe Avezzana ha visto la riqualificazione delle aree pedonali con allargamento dei marciapiedi e lastricatura in mattonelle. Nel 2011, al confine col quartiere di Oregina, si è avuta l'inaugurazione dei Giardini Giovanni Lo Giudice, posti fra vico Chiuso dei 5 Santi e via Sapri.
A partire dai primi anni '20 del nuovo millennio, il progetto di riqualificazione della ex-caserma ha avuto inizio, e alla fine del 2022 è stato inaugurato il primo ampio lotto del Parco urbano Gavoglio, con campi da pallacanestro, pallavolo, uno spazio per rappresentazioni all'aperto e aree verdi, oltre che un collegamento pedonale diretto con la circonvallazione a monte.
Altra area lungamente oggetto di dibattito è stata quella dell'ex rimessa autobus AMT/Sati, ampia struttura con affaccio duplice su via Ponza e via del Lagaccio, quasi interamente in disuso sin dalla chiusura del 1997. Il progetto di riqualificazione dell'area è stato aggiudicato nel maggio 2023.
Ulteriore edificio sul quale sono stati discussi interventi radicali è il grande palazzo degli uffici delle ferrovie, comunemente detto "il palazzo rosso", posto alle spalle della stazione di Genova Principe. Con la sua imponente presenza l'edificio chiuderebbe il quartiere a valle contribuendo a isolarlo della città, e ne è stata pertanto richiesta la demolizione.

## Monumenti e luoghi d'interesse

### Architetture religiose

#### Chiesa di San Giuseppe al Lagaccio

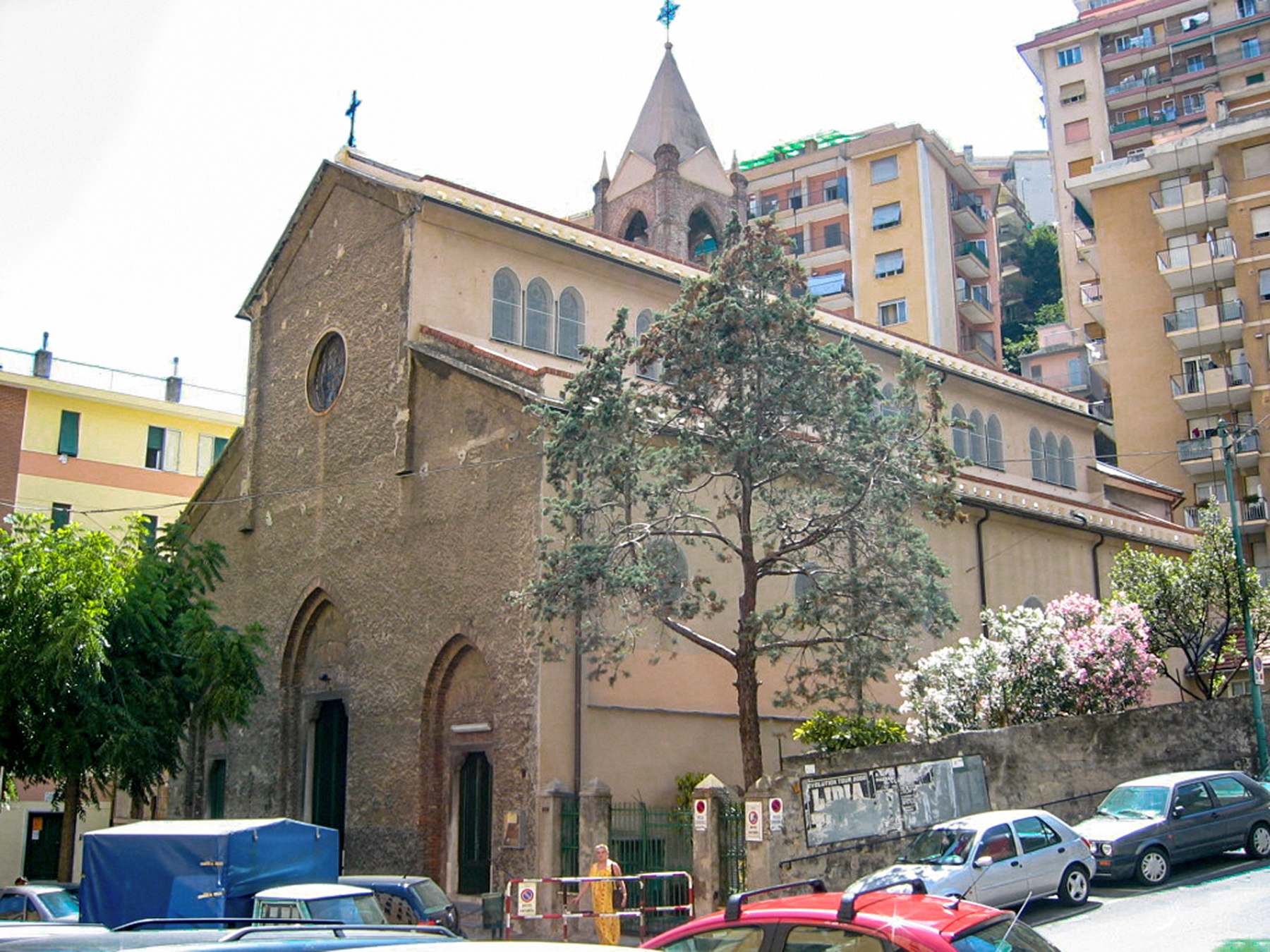
La chiesa di San Giuseppe al Lagaccio

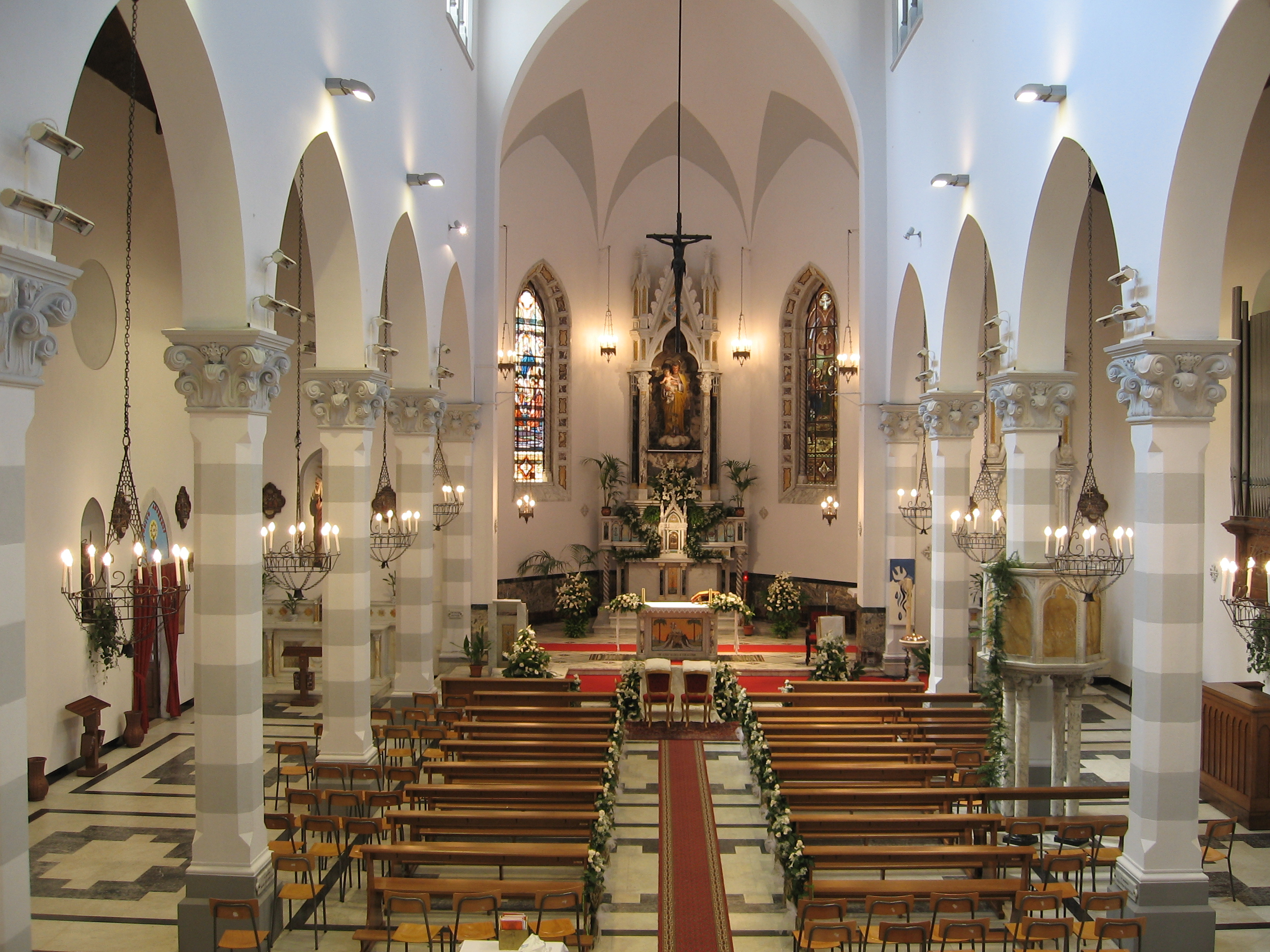
L'interno della chiesa

La chiesa parrocchiale di San Giuseppe al Lagaccio fa parte del vicariato di S. Teodoro dell'arcidiocesi di Genova.
Promotore della costruzione di una nuova chiesa nel quartiere del Lagaccio fu l'arcivescovo Edoardo Pulciano all'inizio del Novecento. I lavori, su un terreno donato dalla marchesa Giulia Cattaneo Della Volta, iniziarono con la posa della prima pietra il 19 marzo 1913; una targa ricorda che il papa genovese Benedetto XV finanziò con 50.000 lire la costruzione della cripta.
Per l'aumento della popolazione, a costruzione già in corso, ne fu previsto l'ampliamento; più volte sospesi, i lavori furono completati solo nel 1925. In quello stesso anno divenne vicaria autonoma nell'ambito della parrocchia di S. Maria di Granarolo e il 12 gennaio 1926 fu eretta in parrocchia con decreto dell'arcivescovo Carlo Dalmazio Minoretti. Lo stesso arcivescovo consacrò solennemente la chiesa l'11 maggio 1935. Durante la seconda guerra mondiale fu gravemente danneggiata nel bombardamento dell'8 agosto 1943.

### Architetture militari

#### Mura seicentesche
Oltre alla già menzionata fabbrica delle polveri, poi trasformata nella caserma Gavoglio (oggi sede del Centro di Mobilitazione Nord-Ovest del Corpo Militare Volontario della Croce Rossa Italiana), nel territorio del Lagaccio sono presenti altre strutture militari dismesse.
Un tratto delle seicentesche "Mura Nuove", e precisamente parte delle "Mura di Begato", che vanno dalla Porta di Granarolo fino al Forte Begato, delimita il quartiere verso la Val Polcevera, mentre lungo i versanti della valle del Lagaccio restano i ruderi di diverse polveriere ottocentesche, caratterizzate da una doppia muratura in pietra di grande spessore.

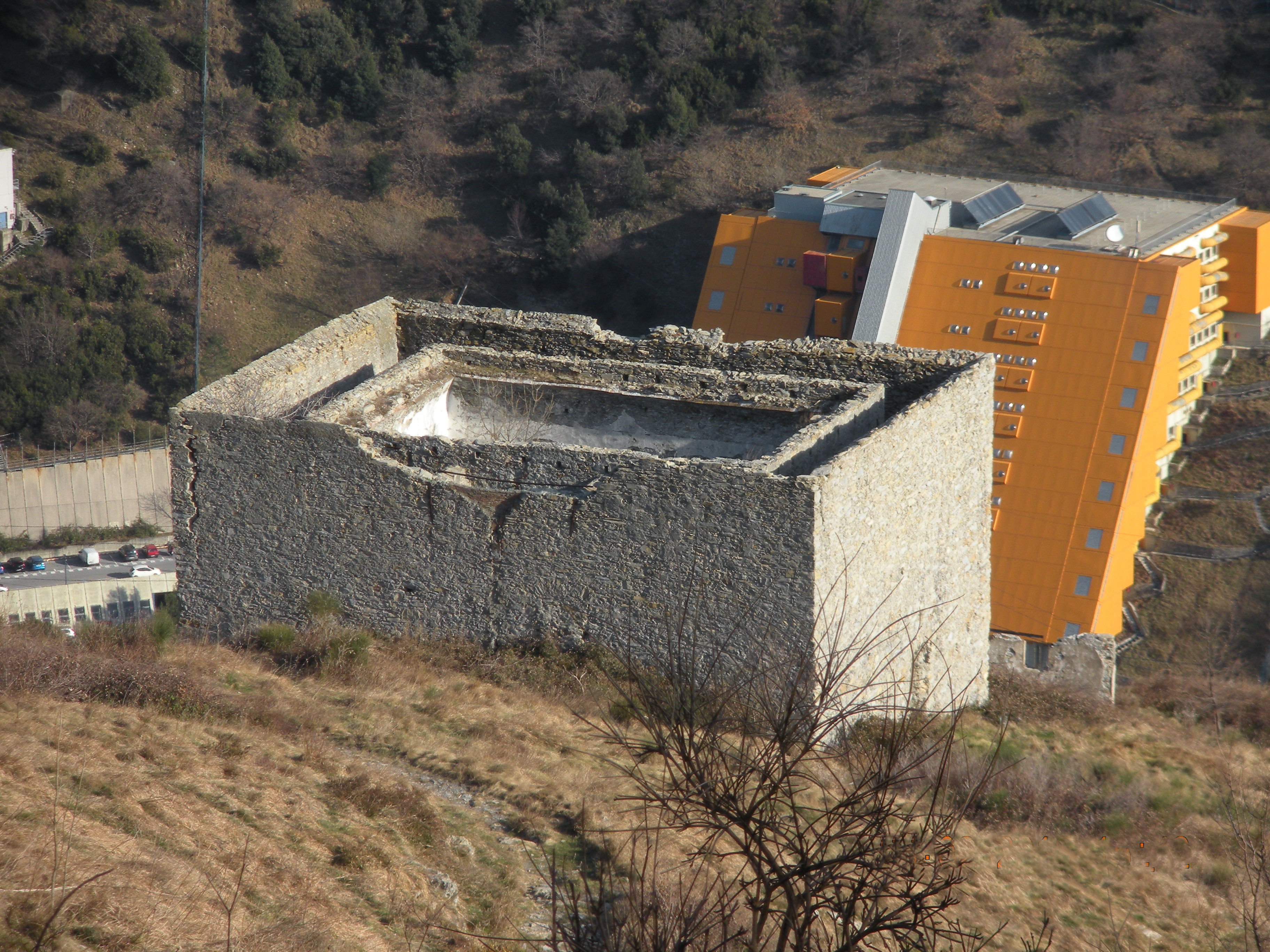
La polveriera sotto le mura di Begato, sullo sfondo di uno degli edifici Telecom
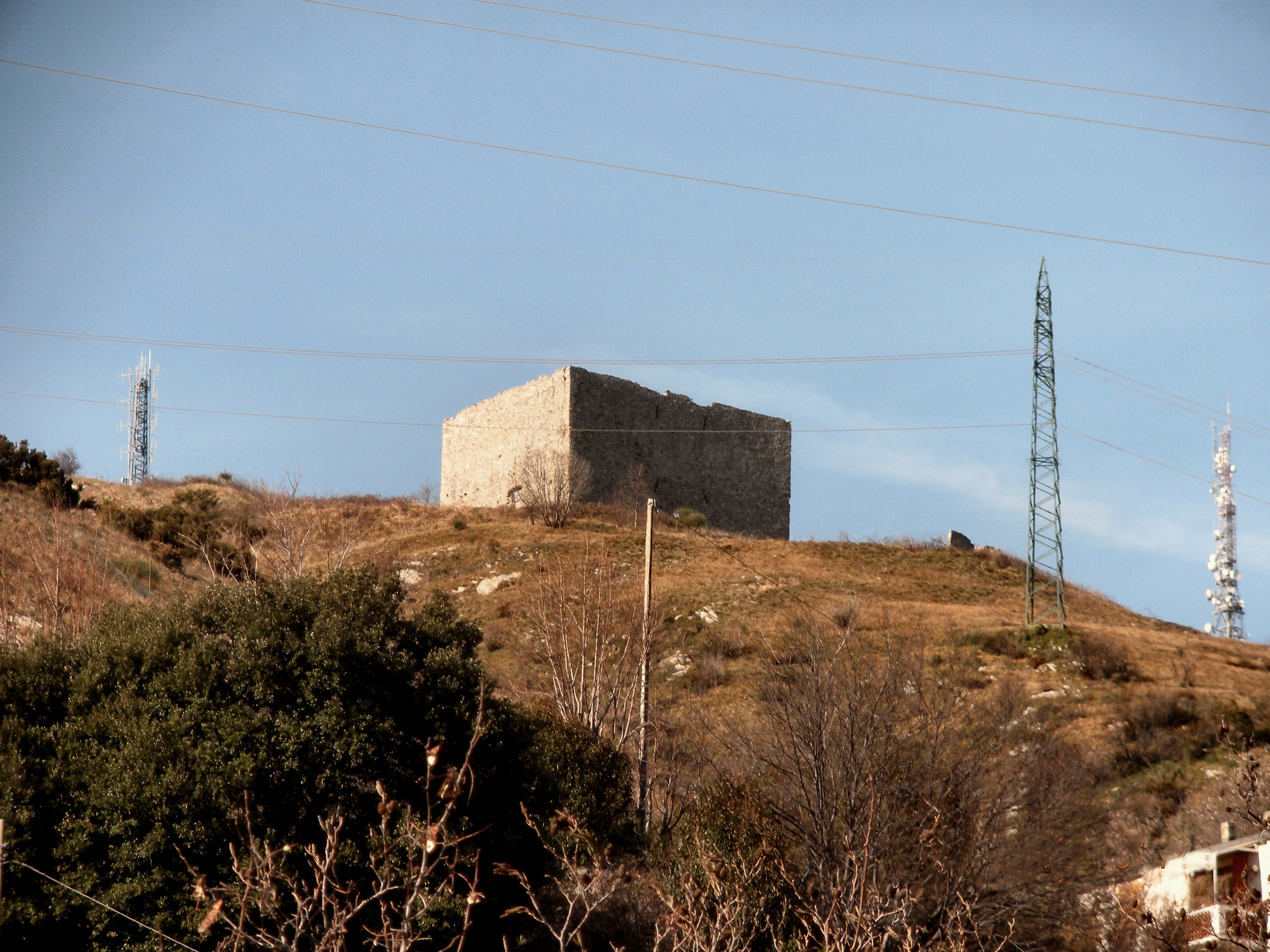
La polveriera vista da via B. Bianco
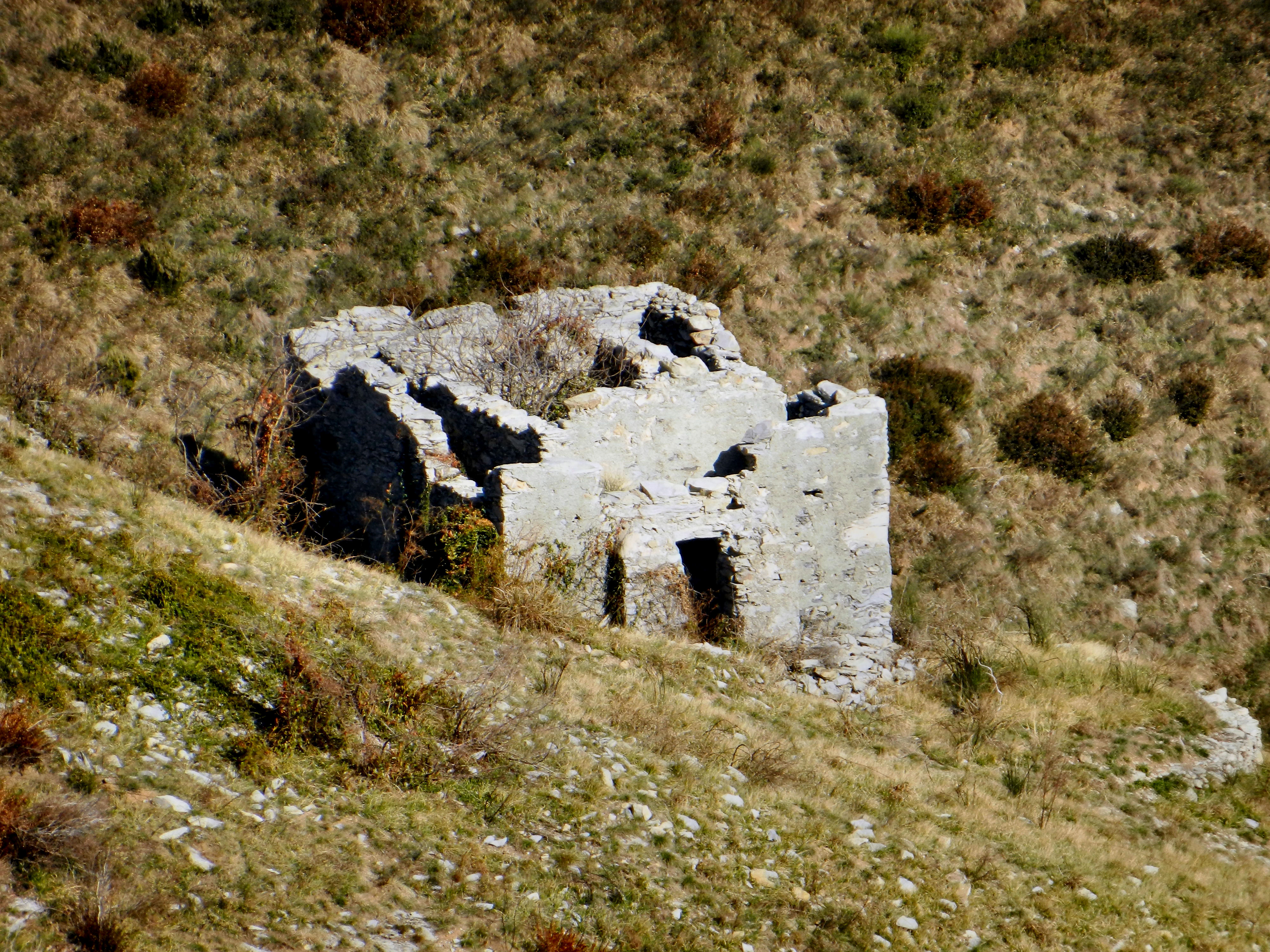
Altre polveriere di minori dimensioni
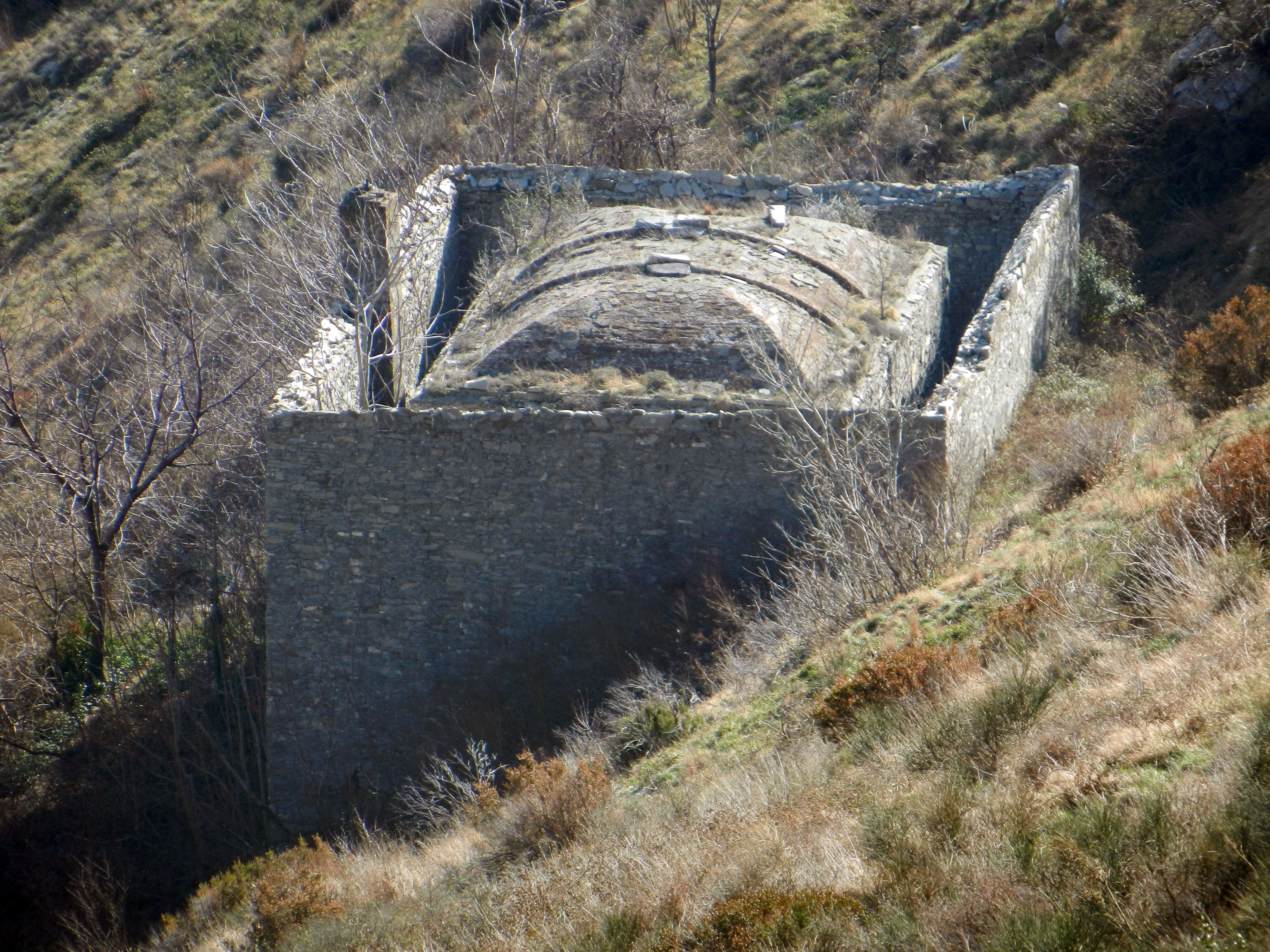
Una vista del tetto di uno degli edifici

#### Ex-Caserma Gavoglio

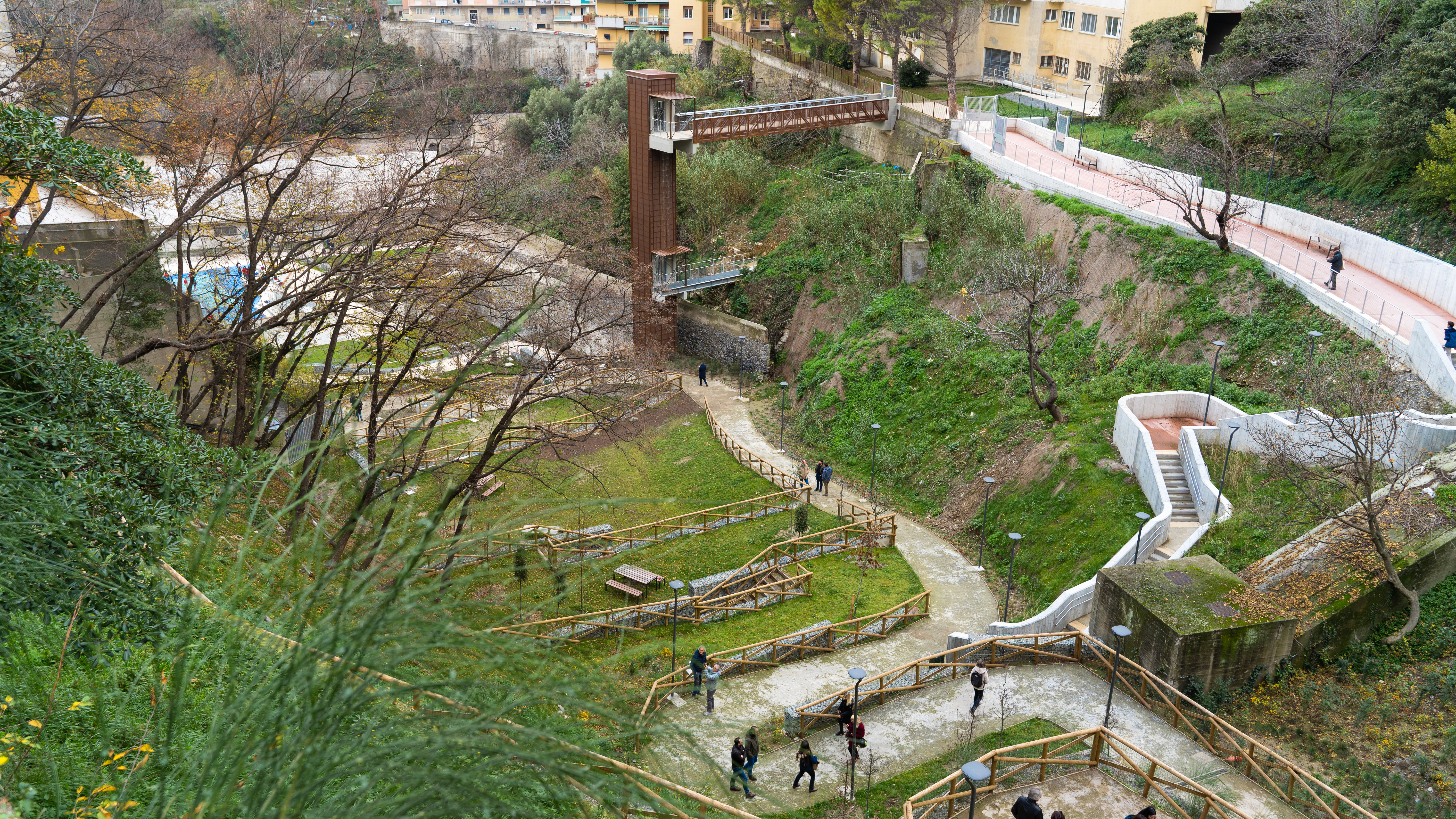
Uno scorcio del Parco Gavoglio, principale area verde del quartiere

Il complesso di edifici della ex-caserma Gavoglio, posto nel centro geografico del quartiere, presenta un'area complessiva di circa 75000 m², poco meno del 20% dell'intera superficie urbanizzata del quartiere. La caserma, intitolata dal dopoguerra alla memoria del sottotenente degli Alpini Carlo Gavoglio, è stata dismessa dall'esercito negli anni novanta, lasciando un complesso di edifici, la maggior parte inutilizzati, derivati dalla trasformazione dell'antica fabbrica della polveri. La struttura è sottoposta a vincolo di tutela da parte della Soprintentenza.
A partire dal 2022 l'area della ex-caserma è stata trasformata in un ampio parco pubblico, mantenendo e valorizzando determinati manufatti militari di valore storico allo scopo di permetterne la fruizione pubblica.

#### Complesso dell'ex deposito del Fulmicotone
II complesso si trova nella parte più a nord del quartiere, dopo i campi sportivi, nella via al Poligono del Lagaccio (ex strada militare n. 8). È sottoposto a vincolo della soprintendenza. Faceva parte delle strutture difensive realizzate fra l'Ottocento e il Novecento, in aggiunta alla cinta muraria seicentesca. Le strutture servivano come deposito di artiglieria ed esplosivi. Venute meno le esigenze militari, nel 1958 il complesso passò dall'amministrazione militare a quella del demanio dello stato.
Sono presenti in particolare i ruderi di alcuni manufatti. Nel secondo di essi, circondato da un muro di cinta in pietra, sono presenti sette fabbricati rettangolari, in pietra e laterizio, con tetto a falde. I vari fabbricati, in genere composti da due locali con piccoli padiglioni o soppalchi in legno, presentano ciascuno diverse pavimentazioni, in battuto di cemento, in ardesia, e in legno. La parte di terreno circostante presenta una fitta vegetazione spontanea. Il complesso non è mantenuto e necessita di interventi conservativi sostanziali, ma mantiene ben visibile la struttura originaria e le caratteristiche costruttive e tipologiche. Secondo il decreto di tutela, il complesso:
(Relazione storico-artistica)

## Società

### Il centro polivalente
Il "Centro polivalente Lagaccio" è un luogo dedicato al quartiere che ospita numerose associazioni no-profit impegnate nel sociale, in attività culturali, ricreative, sportive e di formazione dei giovani e degli adulti.

## Sport

### Impianti sportivi

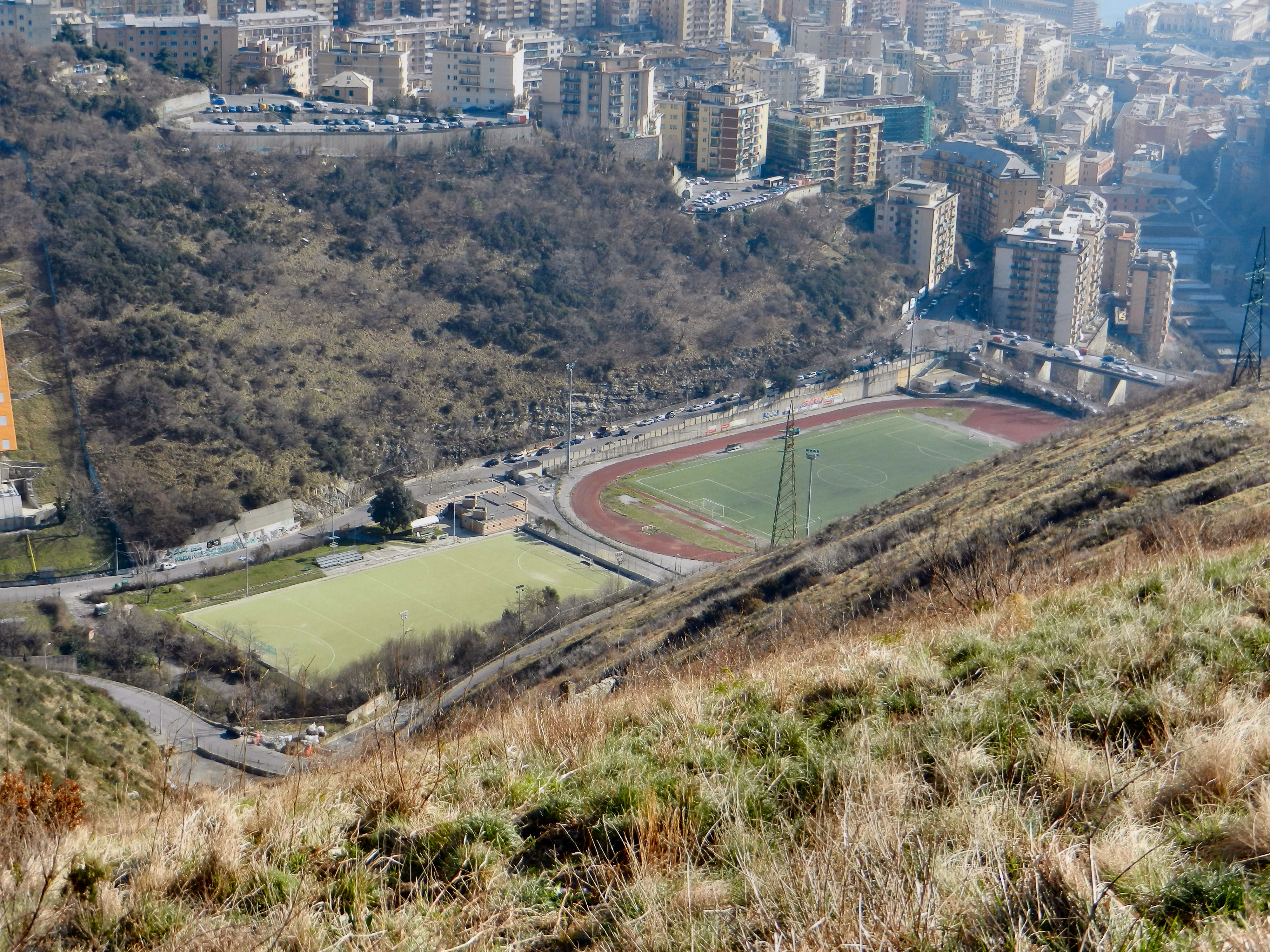
Gli impianti sportivi costruiti sul sito dell'antico lago

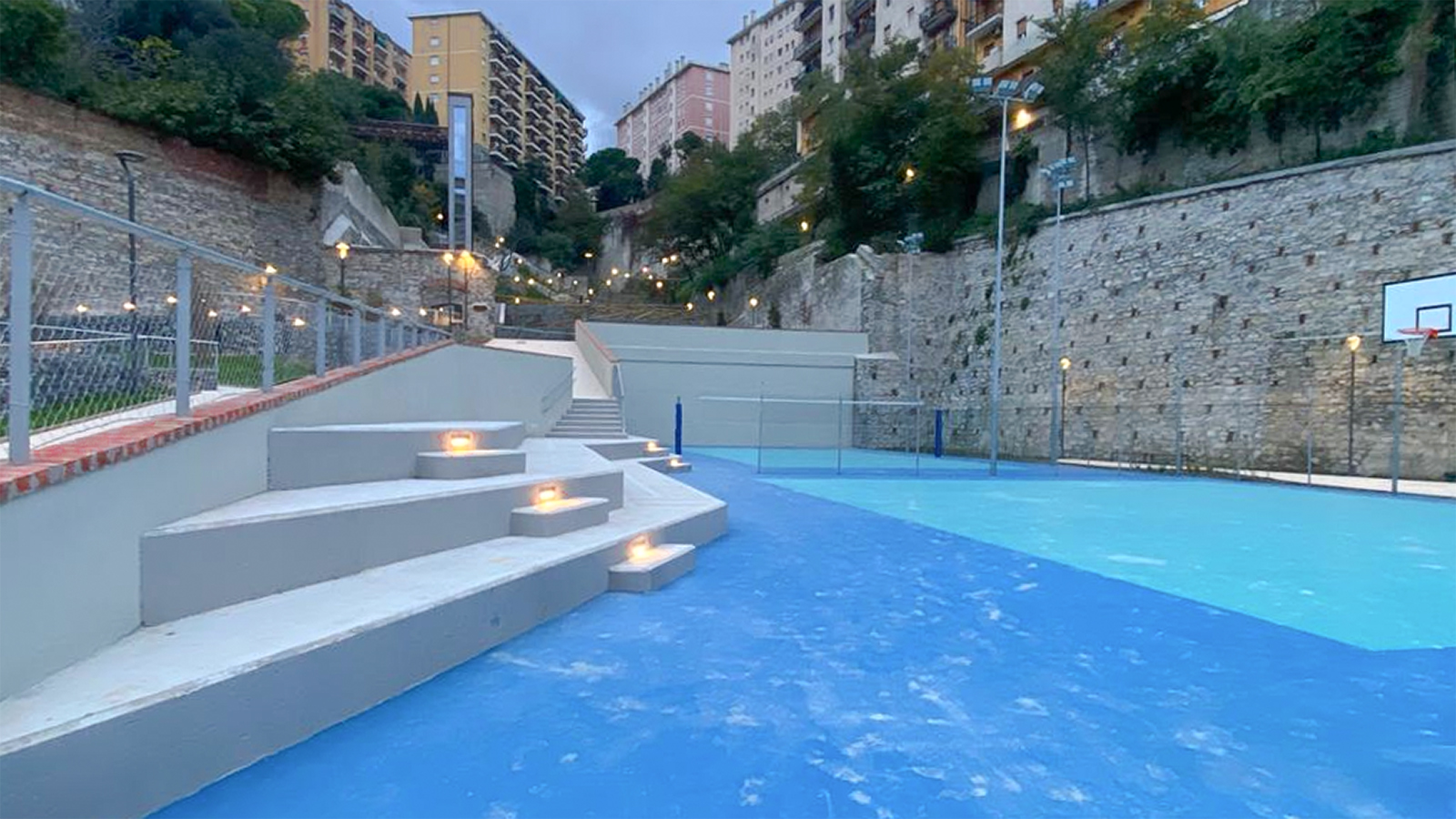
I campi da basket e pallavolo nel parco Gavoglio

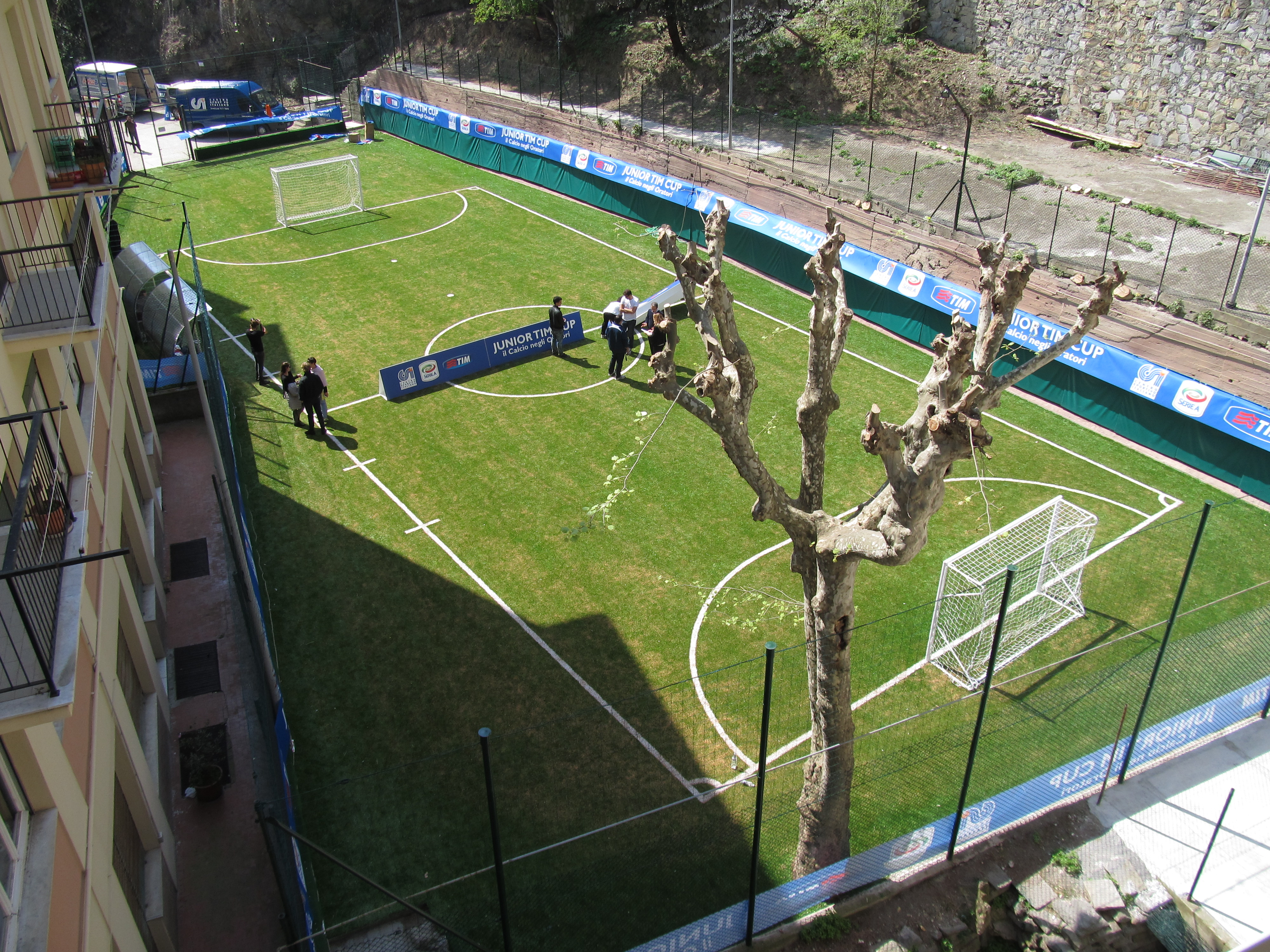
Il campo da calcio a 5 della Chiesa di San Giuseppe al Lagaccio

Nella parte alta del quartiere, sul terreno ricavato dal riempimento del lago, è presente un ampio impianto sportivo. Al suo interno vi sono:
- Il campo da calcio a 11 "Felice Ceravolo", di dimensioni regolamentari e dotato di gradinate; terreno di gioco della Superba Calcio (Amicizia Lagaccio + Granarolo).
- Il campo da hockey su prato "Giorgio Arnaldi", sede delle squadre cittadine e nel circuito del campionato nazionale.
- Un campo da calcio a sette, installato nel 2013.
- Una mezza pista per l'atletica.

Nella parte inferiore del quartiere, all'interno del Parco Urbano Gavoglio, sono presenti campetti ad accesso libero per la pratica della pallavolo e pallacanestro.
In via del Lagaccio è anche presente un campo da calcio a cinque, denominato Campo dell'amicizia, e situato sul retro della Chiesa di San Giuseppe al Lagaccio, ristrutturato nel 2014 in occasione della Junior TIM Cup.

### Hockey
Il campo da hockey su prato Giorgio Arnaldi (ex commissario tecnico della nazionale italiana), completamente ristrutturato nel 2023, è quello in cui si disputano le partite del campionato nazionale con le squadre cittadine (CUS Genova Hockey, Genova Hockey 1980, Hockey Club Superba e Hockey Club Genova) e anche, in attesa di poter disporre di un terreno di gioco nella propria città, il Savona Hockey Club.

### Calcio
La squadra di calcio del quartiere è la ASD Superba Calcio, creata nel 2017 dall'unione tra USD Lagaccio e ASD Granarolo Calcio. La prima, nata nel 1948 con il nome di Associazione calcistica Superba, agli inizi degli anni settanta assunse la denominazione di "Unione Sportiva Lagaccio". La seconda fu fondata nel 1971. La squadra maschile militava durante il campionato 2014-2015 nella Promozione ligure, quella femminile nella Serie B. Nel 2023/2024 la squadra maschile militava in Prima Categoria, ove si è classificata al secondo posto del girone C accedendo ai play-off, mentre la squadra femminile militava in Eccellenza.
Tutte queste squadre operano nell'impianto sportivo Felice Ceravolo.

## Infrastrutture e trasporti

### Strade

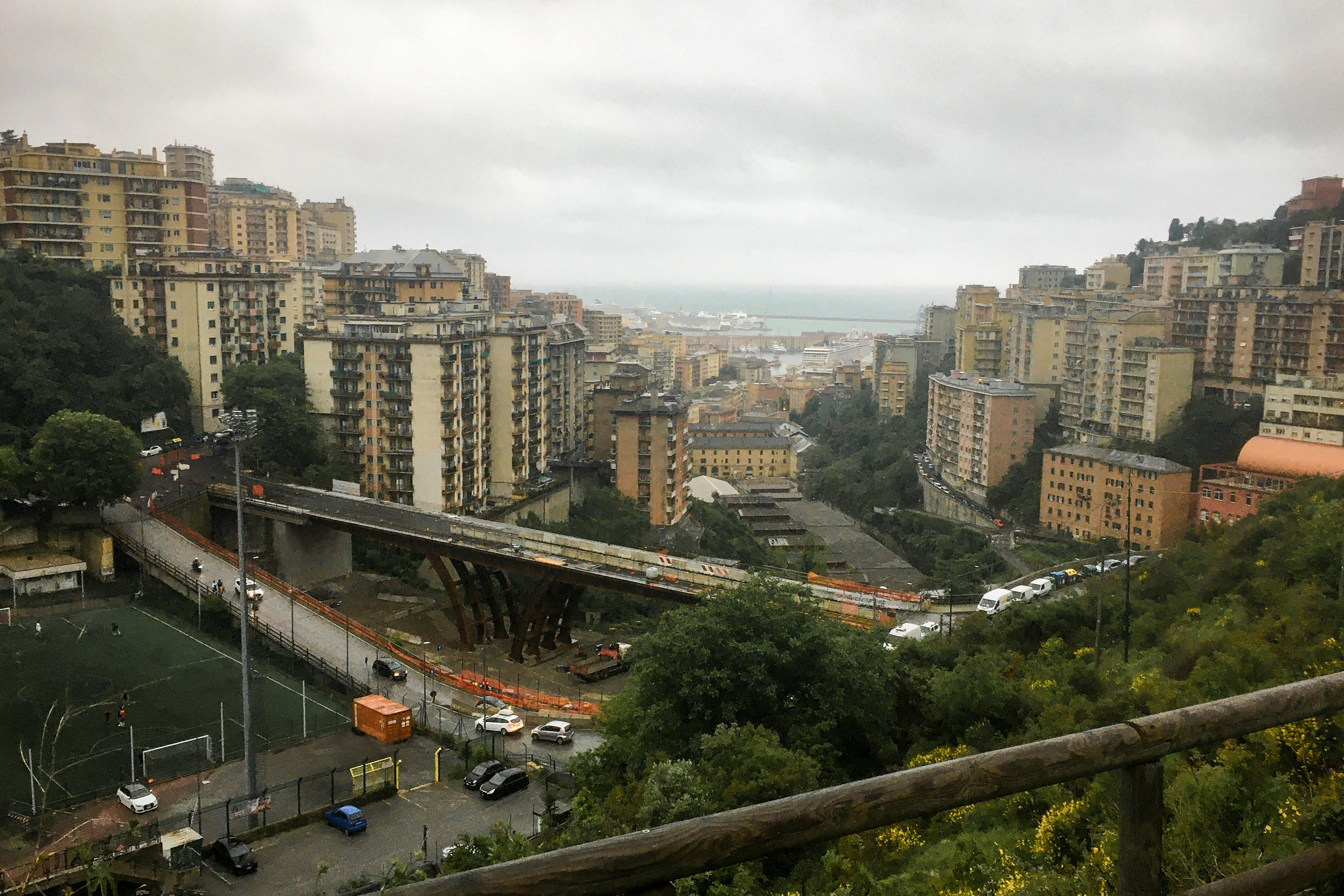
Il ponte Don Acciai che collega via Napoli e via Bari scavalcando la valletta del Lagaccio, dopo la ricostruzione del 2021

La via che attraversa il quartiere prende il nome di via del Lagaccio e collega la zona retrostante la stazione ferroviaria di Genova Principe e il Palazzo del Principe con la valletta dove un tempo era il lago. La strada, piuttosto stretta, superato lo slargo su cui si affacciano la chiesa di San Giuseppe e l'ingresso del Parco Urbano Gavoglio, prosegue verso monte rasentando i muri perimetrali dell'ex insediamento militare e si collega con via Napoli e con via Bari nel punto dove sorgeva la diga del lago.
Più in alto sul pendio, corrono a mezza costa via Napoli a est, e via Bari a ovest. Via Napoli, il cui asse delimita l'area del Lagaccio da quella di Oregina, è il prolungamento verso ponente della "circonvallazione a monte". Questa strada, superata la valletta del Lagaccio attraverso il ponte intitolato a don Antonio Acciai (dal 1963 parroco della chiesa di N.S. della Provvidenza nel vicino quartiere di Oregina, morto il 6 aprile 1974 nell'incendio della canonica della chiesa assieme alla madre e al curato), prosegue sul versante opposto della valle col nome di via Bari, sulla quale si affacciano numerosi edifici residenziali costruiti attorno agli anni cinquanta e sessanta del XX secolo. La via rappresenta un punto critico per la viabilità del quartiere a causa della carenza di parcheggi pubblici, pur essendo di una discreta larghezza. Via Bartolomeo Bianco è invece l'antica strada militare che collegava il Lagaccio con Granarolo e le mura; partendo dal ponte don Acciai, costeggia gli impianti sportivi risalendo poi il versante destro della valle, in un ambiente quasi completamente incontaminato e privo di insediamenti, tranne qualche casa isolata e i ruderi delle antiche polveriere.
Il 18 giugno 2020, il ponte don Antonio Acciai, chiuso dal 2018, per problemi di staticità, è stato parzialmente abbattuto, conservando le due pile laterali, ed è stato sostituito da un nuovo impalcato in acciaio appoggiato su un'unica pila, che ha sostituito le campate centrali, e al di sotto del quale sono stati installati nel 2023 nuovi parcheggi pubblici.

### Autostrade
Il casello autostradale più vicino è quello di Genova-Ovest, nel quartiere di Sampierdarena, a 2,5 km dal centro del Lagaccio.

### Ferrovie
La stazione di Genova Principe, nel vicino quartiere di Prè, si trova a poche centinaia di metri dal centro del Lagaccio.

### Trasporti urbani
- Metropolitana. Il quartiere è raggiungibile dalla stazione Principe della metropolitana di Genova, che si trova nella piazza omonima, a poche centinaia di metri dal centro del Lagaccio.
- Autobus. La linea di autobus urbani 54 dell'AMT collega il quartiere con la stazione Principe, transitando per la zona bassa del quartiere. La linea 35 percorre le strade di circonvallazione (via Bari e Via Napoli), collegando la zona a monte del quartiere con il centro cittadino. È inoltre presente un servizio navetta, attivo dal lunedì al venerdì tra le 9 e le 18 che, con una frequenza di mezz'ora, collega la parte bassa del quartiere con la parte alta, ovvero via del Lagaccio con l'inizio di via Napoli (scuola Mazza).
- Ferrovia a cremagliera Principe-Granarolo. Il tracciato della ferrovia a cremagliera di Granarolo separa il quartiere del Lagaccio da quello di San Teodoro. La stazione a valle si trova accanto all'ex Hotel Miramare, al limite tra i quartieri di Pré, San Teodoro e Lagaccio. Il quartiere è servito dalle stazioni intermedie di via Centurione e via Bari. La ferrovia, costruita nel 1901 e oggi integrata nel sistema di trasporti urbani dell'AMT, ha complessivamente sei fermate e si sviluppa per 1130 m con un dislivello di 194 m.[52]
- Ascensori pubblici. L'ascensore di via Bari, entrato in servizio il 29 dicembre 2010, è l'ultimo in ordine di tempo fra gli ascensori pubblici cittadini; collega via Adamo Centurione a via Bari.[53]

### Aeroporti
- Aeroporto di Genova-Cristoforo Colombo - 9 km.

### Ospedali
- Ospedale Villa Scassi di Sampierdarena - 3,5 km.
- Ospedale Galliera - 4 km.
- Ospedale San Martino - 6 km.